# Jodia
Jodia é um gênero de traça pertencente à família Arctiidae.